# Crângași
El barrio de Crângași es uno de los barrios integrados dentro del Sector 6 de Bucarest, Rumanía. El barrio se encuentra ubicado en la zona oeste de la capital rumana.
El barrio se encuentra atravesado por el río Dâmboviţa y en el mismo se encuentra ubicado el Lacul Morii (Lago Morii), le más grande lago de Bucarest. El nombre de Crângași quiere decir "el pueblo vive en un bosque joven". El barrio de Giulești se uno de los barrios vecinos de Crângași.
- Datos: Q1909438
- Multimedia: Crângași, Bucharest / Q1909438